# Walter Kröll
Walter Kröll (* 1938 in Waldbreitbach) ist ein deutscher Physiker.
Kröll hat an der Universität Bonn Mathematik und Physik studiert und wurde 1964 zum Dr. rer. nat. promoviert. Von 1967 an hatte er Professuren für theoretische Physik an den Universitäten Bochum, Essen und Marburg inne. Seine Arbeitsgebiete sind theoretische Plasmaphysik, konventionelle Gasentladungsplasmen, Erniedrigung der Ionisierungsenergie, turbulente Plasmen.
Zwischen 1972 und 1979 wirkte Kröll als Gründungsrektor der Universität/Gesamthochschule Essen, von 1979 bis 1987 als Präsident an der Spitze der Philipps-Universität Marburg. 1987 übernahm er den Vorstandsvorsitz des Deutschen Zentrums für Luft- und Raumfahrt (DLR) und hielt diesen bis 2001 inne. Im Jahr 2001 wurde er zum ersten hauptamtlichen Präsidenten der Helmholtz-Gemeinschaft Deutscher Forschungszentren gewählt. Diese Position besetzte Kröll bis zum Jahr 2005. Sein Nachfolger wurde Jürgen Mlynek. Seit 2006 gehört Kröll dem Vorstand der Gesellschaft von Freunden des DLR (GvF) an.
Zusätzlich zu diesen Funktionen war Kröll in einer Reihe nationaler und internationaler Gremien tätig. Unter anderem war er Präsidiumsmitglied der Weltrektorenkonferenz (A.I.U., 1985 bis 1990), Vorsitzender der Arbeitsgemeinschaft der Großforschungseinrichtungen, der Vorläuferin der Helmholtz-Gemeinschaft (AGF, 1991 bis 1993), Vizepräsident der European Science Foundation (ESF, 1994 bis 1998), Vorsitzender der Association of European Research Establishments in Aeronautics (EREA, 1996 bis 1998), Gründungsvorsitzender des Advisory Council for Aeronautics Research in Europe (ACARE, 2001 bis 2002) und Vorsitzender der deutschen Delegation im ESA-Rat (1998 bis 2001). Kröll ist darüber hinaus Mitglied in mehreren Aufsichts- und Beratungsgremien der Privatwirtschaft (u. a. Siemens) sowie öffentlicher Forschungseinrichtungen (u. a. Ruprecht-Karls-Universität Heidelberg und Johannes Gutenberg-Universität Mainz).

## Ehrungen und Auszeichnungen
Krölls Verdienste um die Forschung und das Forschungsmanagement wurden im In- und Ausland mit zahlreichen Auszeichnungen gewürdigt.
- 1981: Bundesverdienstkreuz am Bande
- 1987: Officier de l’Ordre national du Mérite
- 1988: Officier de l’Ordre des Palmes Académiques
- 1990: Bundesverdienstkreuz 1. Klasse
- 1995: Ehrendoktorwürde der Wilfrid Laurier University, Waterloo (Kanada)
- 1997: Ehrenbürger der Universität Essen Gesamthochschule, später umgewandelt zur Ehrenbürgerwürde der Universität Duisburg-Essen[1]
- 2000: Ehrenprofessur der Beijing University of Aeronautics and Astronautics (BUAA), Peking
- 2001: Ritter der Ehrenlegion (Chevalier dans l’Ordre National de la Légion d’Honneur)
- Distinguished Civil Service Medal der NASA
- 2001: Namenspatron für Kleinplanet (9187) „Walterkröll“
- 2005: Bayerischer Verdienstorden
- 2002: Großes Bundesverdienstkreuz[2]
- Ehrenmitglied des Deutschen Zentrums für Luft- und Raumfahrt e. V. (DLR)
- 2005: Großes Verdienstkreuz mit Stern der Bundesrepublik Deutschland
- 2006: Ehrenmitglied des Deutschen Zentrums für Luft- und Raumfahrt (DLR)
- 2010: ICAS Award
- 2010: Ehrendoktor der Ruprecht-Karls-Universität Heidelberg